# Edisons 1971
De Edisons 1971 werden bekendgemaakt in september van dat jaar, maar werden pas uitgereikt op het Grand Gala du Disque op 26 februari 1972. Mies Bouwman en Willem Duys waren de presentatoren van het evenement, dat live werd uitgezonden vanuit de RAI in Amsterdam. De artiesten werden begeleid door het Metropole Orkest onder leiding van Rogier van Otterloo. Merkwaardig genoeg werd het programma aangekondigd als Edisons: Voor de Vuist Weg, naar de talkshow van Duys destijds, maar in feite ging het om een traditioneel Grand Gala du Disque.
Onder de optredende artiesten waren onder meer de Beach Boys, Johnny Cash, Bee Gees, Rod McKuen en Charles Aznavour.
Lang niet alle Edison-winnaars waren present tijdens het Grand Gala. Veel artiesten kregen verspreid over het jaar hun prijs uitgereikt als ze toevallig in Nederland waren voor promotiebezoeken of optredens.
Voor het eerst werden ook Edisons uitgereikt voor een volledig oeuvre. De eerste winnaars waren Creedence Clearwater Revival (hoewel de band nog maar een paar jaar daarvoor was doorgebroken) en dirigent Rogier van Otterloo.
Een andere nieuwigheid was de categorie 'Productie', waarin een album en artiest werden geëerd voor de technische kwaliteit van een album.
Opvallend was overigens dat er in de internationale categorieën veel meer Edisons werden uitgereikt dan in de nationale.
Van het volledige programma is een bootleg als 3-CD box in stereo verschenen onder de naam 'Live Grand Gala du Disque 1972.

## Winnaars

### Internationaal
- Vocaal: Charles Aznavour voor Non, Je N'Ai Rien Oublié
- Vocaal: Perry Como voor It's Impossible
- Vocaal: Hildegard Knef voor Portrait in Musik
- Pop: Carole King voor Tapestry
- Pop: John Lennon & Plastic Ono Band voor John Lennon & the Plastic Ono Band
- Pop: Cast van Jesus Christ Superstar
- Pop: Janis Joplin (postuum) voor Pearl
- Pop: Joe Cocker & Leon Russell voor Mad Dogs and Englishmen
- Pop: Randy Newman voor Live
- Pop: Diverse uitvoerenden voor Rock and Roll Classics (serie)
- Pop: Velvet Underground voor Loaded
- Pop: Yes voor The Yes Album
- Productie: Michel Colombier voor Wings
- Instrumentaal: Tony Williams voor Ego

### Nationaal
- Instrumentaal: Brass United voor Classics in Brass
- Instrumentaal: Wim Overgaauw voor Don't Disturb
- Instrumentaal: John Woodhouse voor Woodhouse Festival
- Vocaal: Lenny Kuhr voor De Zomer Achterna
- Vocaal: Herman van Veen voor Carré Amsterdam
- Pop: Focus voor In and Out of Focus

1960 · 1961 · 1962 · 1963 · 1964 · 1965 · 1966 · 1967 · 1968 · 1969 · 1970 · 1971 · 1972 · 1973 · 1974 · 1975 · 1976 · 1977 · 1978 · 1979 · 1980 · 1981 · 1982 · 1983 · 1984 · 1985 · 1986 · 1987 · 1988 · 1989 · 1990 · 1991 · 1992 · 1993 · 1994 · 1995 · 1996 · 1997 · 1998 · 1999 · 2000 · 2001 · 2002 · 2003 · 2004 · 2005 · 2006 · 2007 · 2008 · 2009 · 2010 · 2011 · 2012 · 2013 · 2014 · 2015 · 2016 · 2017 · 2018 · 2019 · 2020 · 2021 · 2022 · 2023 · 2024